# GeoPort

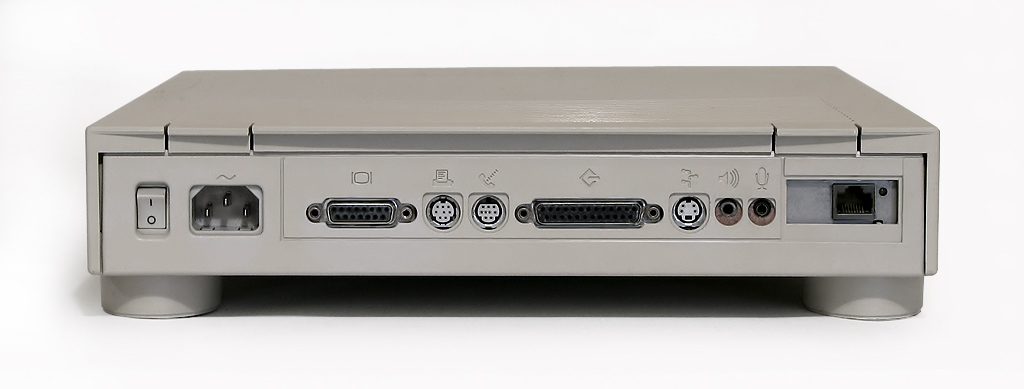
Macintosh Quadra 605 met een GeoPort modempoort. Merk op dat de GeoPort 9 pinnen heeft in tegenstelling tot de klassieke seriële printerpoort met 8 pinnen.

GeoPort is een seriële poort die op sommige modellen van de Apple Macintosh werd gebruikt en die extern kon worden geklokt om een datasnelheid van 2 megabit per seconde toe te laten. GeoPort heeft de bestaande seriële poortpinnen van de Mac enigszins aangepast, zodat de interne DSP-hardware of -software van de computer gegevens kon verzenden door andere apparaten te emuleren, zoals een modem of een faxmachine.
GeoPort werd geïntroduceerd op de laatste 68K-gebaseerde machines (de AV-serie) en was ook te vinden op veel pre-USB-Power Macintosh-modellen. Sommige latere Macintosh-modellen bevatten ook een interne GeoPort via een interne connector op het Comm Slot. De GeoPort werd samen met SCSI en ADB geschrapt toen Apple in 1998 de iMac introduceerde.